# Ludovisi
Els Ludovisi foren una família italiana de Bolonya, on van exercir molts càrrecs a partir del segle xiv.
Nicolau I Ludovisi (1613-1664), fill d'Orazio Ludovisi (1561-1640) i de Flamini Bentivoglio es va casar en segones noces el 1632 amb Polissena Appiano d'Aragona Mendoza, princesa del Piombino, filla i hereva d'Isabel del Piombino, principat que la mare havia renunciat al seu favor el 1624 però que havia estat ocupat per un parent (Horaci del Piombino) al que Espanya havia reconegut el 1628. Nicolau en fou reconegut príncep i investit el24 de març de 1634 contra el pagament de més d'un milió de florins, i fou confirmat per diploma imperial de 21 d'abril de 1634. El 1635 va poder prendre possessió del feu, que li fou confirmat el 8 de novembre de 1638 amb el marquesat de Populonia i les senyories annexes. Polissena va morir el 27 d'agost de 1642, i el seu únic fill va morir jove. Nicolau va morir a Sardenya on exercia de virrei el 1664 i l'herència va recaure en el fill mascle més gran del seu tercer matrimoni, Joan Baptista I Ludovisi (1647-1699), investit l'1 de setembre de 1665. Es va casar el 1669 amb Maria de Montcada filla de Guillem Ramon de Montcada, marqués d'Aitona, la qual va morir a Roma el 1694 sense fills. Joan Baptista va morir el 1699 i l'únic fill Nicolau va morir el mateix any, segurament abans que el pare, per la qual cosa la successió va passar a la germana Olímpia I Ludovisi (1656-1700) que era monja i només li va sobreviure un any i tres mesos. A Olímpia la va succeir la seva germana Hipòlita I Ludovisi (1663-1724), casada des del 19 d'octubre de 1681 amb Gregori I Boncompagni, duc de Sora i Arce, fill d'Ugo Boncompagni. A la mort d'Hipòlita l'herència va recaure en els hereus de Gregori I (vegeu Boncompagni-Ludovisi).

## Llista de prínceps de Piombino de la família Ludovisi
- Nicolau I Ludovisi 1634-1664
- Joan Baptista I Ludovisi 1664-1699
- Olímpia I Ludovisi 1699-1700
- Hipòlita I Ludovisi 1700-1724
- Gregori I Boncompagni 1700-1707 (príncep consort)